# Campeonato Cearense de Futebol de 2023
A Série A do Campeonato Cearense de Futebol de 2023 (oficialmente, Cearense 1XBET 2023, por motivos de patrocínio) foi a 109ª edição da principal divisão do futebol Cearense. O campeonato é realizado e organizado pela Federação Cearense de Futebol e disputado por 10 clubes, entre os meses de janeiro e abril de 2023. A competição premiará os clubes com duas vagas para a Copa do Brasil de 2024, três para a Série D de 2024, uma para a fase de grupos e uma para a eliminatória da Copa do Nordeste de 2024. Voltaram a competir na elite cearense os caririenses Guarani de Juazeiro e Barbalha, cujas últimas participações na primeira divisão aconteceram, respectivamente, em 2019 e 2021. As equipes assumiram as vagas deixadas pelas quedas dos, também caririenses, Icasa e Crato no ano anterior.
O rebaixamento para a Série B de 2024 se desenhou em 6 de março após o empate entre Guarani de Juazeiro e Caucaia por 1–1, pela 5ª rodada do Quadrangular do Rebaixamento, onde Guarani de Juazeiro e Pacajus foram matematicamente rebaixados para a segunda divisão cearense em 2024.
A edição chegou ao fim com a consagração do 5.º título consecutivo do Fortaleza após bater o rival Ceará por 2–1 e empate em 2–2 (agregado de 4–3) na final. Este resultado marcou o 46.º título da equipe leonina, tornando-a a maior campeã estadual e proporcionando ao Fortaleza um pentacampeonato estadual inédito.

## Equipes participantes

### Promovidos e rebaixados
| Pos. | Rebaixados da Primeira Divisão de 2022 |
| ---- | -------------------------------------- |
| 9º   | Icasa                                  |
| 10º  | Crato                                  |

| Pos. | Promovidos da Segunda Divisão de 2022 |
| ---- | ------------------------------------- |
| 1º   | Guarani de Juazeiro                   |
| 2º   | Barbalha                              |

### Informações das equipes
| Aumento | Equipe promovida da Segunda Divisão de 2022 |

## Regulamento
O Campeonato será disputado em quatro fases, a saber: Primeira Fase, Quartas de final, Semifinal e Final, além de uma fase de Quadrangular contra o Rebaixamento.
Na Primeira Fase, todos os clubes participantes serão divididos em 2 grupos de 5 equipes cada. Cada equipe irá enfrentar as outras do outro grupo, em turno único, totalizando 5 rodadas. As 5 equipes mais bem posicionadas no Ranking da FCF terão direito a mando de campo em 3 rodadas, enquanto as demais terão direito de mando de campo em 2 rodadas. O 1º colocado de cada grupo classifica-se diretamente à Semifinal, enquanto 2º e 3º colocados de cada grupo se classificam às Quartas de Final, e os dois últimos de cada se classificam para o Quadrangular contra o Rebaixamento.
No Quadrangular, as 4 equipes classificadas serão colocadas em grupo único. Cada equipe irá enfrentar as outras do grupo em turno e returno, totalizando 6 rodadas, com as equipes classificadas na 4ª colocação na Primeira Fase tendo mando de campo na última rodada. Os dois últimos colocados descenderão para a Série B de 2024.
Em caso de empate na pontuação final, na Primeira Fase ou no Quadrangular contra o Rebaixamento, o desempate será feito observando os critérios abaixo:
1. Maior número de vitórias;
2. Maior saldo de gols;
3. Maior número de gols pró;
4. Menor número de cartões vermelhos recebidos;
5. Menor número de cartões amarelos recebidos;
6. Sorteio.

As Quartas de Final serão disputadas em ida e volta, com mando de campo na volta para a equipe de melhor campanha na Primeira Fase, com os seguintes confrontos:
- Grupo C – 2º Colocado do Grupo A x 3º Colocado do Grupo A
- Grupo D – 2º Colocado do Grupo B x 3º Colocado do Grupo B

As Semifinais serão disputadas em partidas de ida e volta, com mando de campo na volta para a equipe de melhor campanha na Primeira Fase, com os seguintes confrontos:
- Grupo E – 1º Colocado do Grupo A x Vencedor Grupo C
- Grupo F – 1º Colocado do Grupo B x Vencedor Grupo D

A Final será disputada em ida e volta, com mando de campo na volta para a equipe de melhor campanha considerando as partidas disputadas na Primeira Fase e na Semifinal, com o seguinte confronto:
- Grupo G – Vencedor Grupo E x Vencedor Grupo F

Nas Quartas de Final, Semifinal e Final, em caso de empate em pontos ao final da partida de volta, o desempate será feito observando os critérios abaixo:
1. Maior saldo de gols;
2. Disputa de pênaltis.

Ao clube vencedor da Final será atribuído o título de Campeão Cearense da Série A de 2023. O time melhor posicionado na Classificação Geral, dentre aqueles que não sejam sediados em Fortaleza, receberá o título de Campeão Cearense do Interior, recebendo a Taça Padre Cícero. A equipe de melhor campanha na Primeira Fase receberá o título de campeã da Taça Pedro Basílio de 2023. As vagas em competições nacionais e regionais serão distribuídas conforme os seguintes critérios:
- Copa do Brasil 2024 (2 vagas): Campeão e vice-campeão estadual.[12]
- Série D 2024 (3 vagas): Equipes mais bem posicionadas na Classificação Geral, excluindo Ceará, Ferroviário e Fortaleza[nota 1].
- Fase de Grupos da Copa do Nordeste 2024 (1 vaga): Campeão estadual.
- Eliminatória da Copa do Nordeste 2024 (1 vaga): Equipe mais bem posicionada na Classificação Geral, excluindo o campeão estadual e as duas equipes cearenses melhor ranqueadas no Ranking da CBF 2023, dentre aquelas que disputaram a primeira divisão estadual no ano[nota 2].

## Transmissão televisiva
Em dezembro de 2022, a FCF anunciou o Grupo Cidade de Comunicação como novo detentor dos direitos de transmissão do Campeonato Cearense Série A até 2025 na TV Aberta. Essa é a primeira vez que a TV Cidade irá transmitir o Campeonato sendo também o maior contrato televisivo do Campeonato.

## Primeira Fase

### Sorteio
As 10 equipes participantes foram divididas em 4 potes para sorteio, de acordo com suas posições no Ranking da FCF e localizações geográficas.
O sorteio foi feito sorteando primeiramente uma das equipes do pote, e em seguida para qual grupo a equipe iria. Desse modo, com exceção do pote 3, cada grupo tem uma equipe de cada pote. 
Visando evitar que dois clubes do Cariri ficassem em um mesmo grupo, o sorteio foi feito de maneira que Caucaia e Barbalha precisassem ficar em um mesmo grupo, com Guarani de Juazeiro e Pacajus no outro. 

#### Potes para sorteio
| Pote 1                        | Pote 2                                      | Pote 3                                                                     | Pote 4                             |
| ----------------------------- | ------------------------------------------- | -------------------------------------------------------------------------- | ---------------------------------- |
| - Fortaleza (1º) - Ceará (2º) | - Ferroviário (3º) - Atlético Cearense (4º) | - Caucaia (8º) e Barbalha (12º) - Guarani de Juazeiro (9º) e Pacajus (11º) | - Iguatu (13º) - Maracanã-CE (16º) |

### Grupo A
| Pos | Equipes           | Pts | J | V | E | D | GP | GC | SG  | %  |
| --- | ----------------- | --- | - | - | - | - | -- | -- | --- | -- |
| 1   | Ceará             | 13  | 5 | 4 | 1 | 0 | 14 | 3  | +11 | 87 |
| 2   | Iguatu            | 10  | 5 | 3 | 1 | 1 | 10 | 6  | +4  | 67 |
| 3   | Atlético Cearense | 8   | 5 | 2 | 2 | 1 | 5  | 8  | –3  | 53 |
| 4   | Caucaia           | 6   | 5 | 2 | 0 | 3 | 8  | 4  | +4  | 40 |
| 5   | Barbalha          | 3   | 5 | 1 | 0 | 4 | 6  | 13 | –7  | 20 |

|  |                                        |
|  | Classificado para a Semifinal          |
|  | Classificados para as Quartas de Final |
|  | Quadrangular do Rebaixamento           |

| Rodada | ATC | BAR | CAU | CEA | IGU |
| ------ | --- | --- | --- | --- | --- |
| 1ª     | 2   | 5   | 3   | 1   | 4   |
| 2ª     | 2   | 5   | 4   | 1   | 3   |
| 3ª     | 2   | 5   | 4   | 1   | 3   |
| 4ª     | 3   | 5   | 4   | 1   | 2   |
| 5ª     | 3   | 5   | 4   | 1   | 2   |

### Grupo B
| Pos | Equipes             | Pts | J | V | E | D | GP | GC | SG  | %  |
| --- | ------------------- | --- | - | - | - | - | -- | -- | --- | -- |
| 1   | Fortaleza           | 12  | 5 | 4 | 0 | 1 | 12 | 4  | +8  | 80 |
| 2   | Maracanã-CE         | 8   | 5 | 2 | 2 | 1 | 5  | 4  | +1  | 53 |
| 3   | Ferroviário         | 7   | 5 | 2 | 1 | 2 | 8  | 5  | +3  | 47 |
| 4   | Pacajus             | 4   | 5 | 1 | 1 | 3 | 6  | 11 | –5  | 27 |
| 5   | Guarani de Juazeiro | 0   | 5 | 0 | 0 | 5 | 3  | 19 | –16 | 0  |

|  |                                        |
|  | Classificado para a Semifinal          |
|  | Classificados para as Quartas de Final |
|  | Quadrangular do Rebaixamento           |

| Rodada | FER | FOR | GUA | MAR | PAC |
| ------ | --- | --- | --- | --- | --- |
| 1ª     | 1   | 2   | 5   | 3   | 4   |
| 2ª     | 3   | 1   | 5   | 2   | 4   |
| 3ª     | 2   | 1   | 5   | 3   | 4   |
| 4ª     | 2   | 1   | 5   | 3   | 4   |
| 5ª     | 3   | 1   | 5   | 2   | 4   |

### Confrontos
| Vitória do mandante Vitória do visitante Empate | Em negrito os jogos "clássicos". |

## Fase final
Em itálico, as equipes que possuem o mando de campo no primeiro jogo do confronto e em negrito as equipes classificadas.
|  | Quartas de Final | Quartas de Final  | Quartas de Final | Quartas de Final | Quartas de Final |  |  | Semifinais | Semifinais  | Semifinais | Semifinais | Semifinais |  |  | Final | Final     | Final | Final | Final |
|  |                  |                   |                  |                  |                  |  |  |            |             |            |            |            |  |  |       |           |       |       |       |
|  |                  |                   |                  |                  |                  |  |  | -          | Iguatu      | 1          | 0          | 1          |  |  |       |           |       |       |       |
|  | 3A               | Atlético Cearense | 1                | 0                | 1                |  |  | 1A         | Ceará       | 1          | 2          | 3          |  |  |       |           |       |       |       |
|  | 2A               | Iguatu            | 2                | 1                | 3                |  |  |            |             |            |            |            |  |  |       | Fortaleza | 2     | 2     | 4     |
|  |                  |                   |                  |                  |                  |  |  |            |             |            |            |            |  |  |       | Ceará     | 1     | 2     | 3     |
|  |                  |                   |                  |                  |                  |  |  | -          | Ferroviário | 1          | 0          | 1          |  |  |       |           |       |       |       |
|  | 3B               | Ferroviário       | 2                | 3                | 5                |  |  | 1B         | Fortaleza   | 1          | 4          | 5          |  |  |       |           |       |       |       |
|  | 2B               | Maracanã-CE       | 0                | 1                | 1                |  |  |            |             |            |            |            |  |  |       |           |       |       |       |

#### Jogo de Ida
| Sábado, 1 de abril | Fortaleza                            | 2 – 1          | Ceará                       | Arena Castelão, Fortaleza                                               |
| 16:00              | Lucas Sasha 24' · Caio Alexandre 47' | Súmula Borderô | 90+6' (pen) Danilo Barcelos | Público: 32 698 Renda: R$ 499.272,00 Árbitro: GO Wilton Pereira Sampaio |

| Fortaleza | Ceará |

#### Jogo de Volta
| Sábado, 8 de abril | Ceará                    | 2 – 2          | Fortaleza                                   | Arena Castelão, Fortaleza                                                         |
| 16:00              | Erick 8' · Janderson 35' | Súmula Borderô | 45+1' (pen) Juan Martín Lucero · 87' Calebe | Público: 56 491 Renda: R$ 1.393.204,00 Árbitro: RJ Wagner do Nascimento Magalhães |

| Ceará | Fortaleza |

## Quadrangular do Rebaixamento
| Pos | Equipes             | Pts | J | V | E | D | GP | GC | SG  | %  |
| --- | ------------------- | --- | - | - | - | - | -- | -- | --- | -- |
| 1   | Caucaia             | 12  | 6 | 3 | 3 | 0 | 7  | 3  | +4  | 67 |
| 2   | Barbalha            | 9   | 6 | 3 | 0 | 3 | 8  | 7  | +1  | 50 |
| 3   | Pacajus             | 8   | 6 | 2 | 2 | 2 | 10 | 4  | +6  | 44 |
| 4   | Guarani de Juazeiro | 4   | 6 | 1 | 1 | 4 | 3  | 14 | –11 | 22 |

|  |                                |
|  | Rebaixados para a Série B 2024 |

| Rodada | BAR | CAU | GUA | PAC |
| ------ | --- | --- | --- | --- |
| 1ª     | 3   | 1   | 4   | 2   |
| 2ª     | 2   | 1   | 4   | 3   |
| 3ª     | 3   | 1   | 4   | 2   |
| 4ª     | 2   | 1   | 4   | 3   |
| 5ª     | 1   | 2   | 4   | 3   |
| 6ª     | 2   | 1   | 4   | 3   |

### Confrontos
Vitória do mandante
     Vitória do visitante
     Empate

## Premiação

### Campeão
| Campeão Cearense 2023                |
| Fortaleza                            |
| ------------------------------------ |
| Fortaleza Pentacampeão (46.º título) |

### Campeão do Interior
| Taça Padre Cícero 2023      |
| Iguatu                      |
| --------------------------- |
| Iguatu Campeão (2.º título) |

### Campeão da Taça Pedro Basílio
| Taça Pedro Basílio 2023    |
| Fortaleza                  |
| -------------------------- |
| Ceará Campeão (1.º título) |

## Estatísticas

### Artilharia
| Gols | Jogador            | Time        |
| ---- | ------------------ | ----------- |
| 5    | Ciel               | Ferroviário |
| 5    | Isaías             | Caucaia     |
| 4    | Eduardo            | Barbalha    |
| 4    | Everton            | Caucaia     |
| 4    | Erick              | Ceará       |
| 4    | Guilherme Castilho | Ceará       |
| 4    | Erick Pulga        | Ferroviário |
| 4    | Caxito             | Iguatu      |
| 4    | Luís Soares        | Iguatu      |
| 4    | Hudson             | Maracanã-CE |

### Hat-tricks
| Jogador | Clube       | Adversário          | Placar  | Data           | Ref.   |
| ------- | ----------- | ------------------- | ------- | -------------- | ------ |
| Ciel    | Ferroviário | Barbalha            | 4–0 (C) | 16 de janeiro  | [ 15 ] |
| Isaías  | Caucaia     | Guarani de Juazeiro | 5–0 (C) | 1 de fevereiro | [ 16 ] |

## Classificação Geral
A classificação geral dá prioridade ao time que avançou mais fases, e ao campeão, ainda que tenham menor pontuação. Segundo o art. 22 do Regulamento, as partidas da Primeira Fase serão desconsideradas na Classificação Geral, em relação às equipes que disputarem o Quadrangular do Rebaixamento, ao passo que as partidas das Quartas de Final serão desconsideradas, em relação às equipes que avançarem à Semifinal.

## Público
Maiores públicos
Estes são os dez maiores públicos pagantes do campeonato, sem considerar as partidas com portões fechados:
| N.º | Público | Mandante    | Placar | Visitante         | Estádio           | Data           | Rodada    | Ref.   |
| --- | ------- | ----------- | ------ | ----------------- | ----------------- | -------------- | --------- | ------ |
| 1   | 56 425  | Ceará       | 2–2    | Fortaleza         | Arena Castelão    | 8 de abril     | Final     | [ 17 ] |
| 2   | 33 631  | Ceará       | 2–0    | Iguatu            | Arena Castelão    | 18 de março    | Semifinal | [ 18 ] |
| 3   | 32 698  | Fortaleza   | 2–1    | Ceará             | Arena Castelão    | 1 de abril     | Final     | [ 19 ] |
| 4   | 26 229  | Fortaleza   | 4–0    | Ferroviário       | Arena Castelão    | 19 de março    | Semifinal | [ 20 ] |
| 5   | 16 367  | Fortaleza   | 2–0    | Iguatu            | Presidente Vargas | 14 de janeiro  | 1ª        | [ 21 ] |
| 6   | 14 860  | Fortaleza   | 1–0    | Caucaia           | Presidente Vargas | 18 de janeiro  | 2ª        | [ 22 ] |
| 7   | 11 617  | Ceará       | 2–1    | Fortaleza         | Presidente Vargas | 7 de fevereiro | 5ª        | [ 23 ] |
| 8   | 11 573  | Fortaleza   | 6–1    | Atlético Cearense | Presidente Vargas | 1 de fevereiro | 4ª        | [ 24 ] |
| 9   | 9 409   | Ferroviário | 1–1    | Fortaleza         | Arena Castelão    | 12 de março    | Semifinal | [ 25 ] |
| 10  | 4 945   | Ceará       | 2–1    | Maracanã-CE       | Presidente Vargas | 28 de janeiro  | 3ª        | [ 26 ] |

Menores públicos
Estes são os dez menores públicos pagantes do campeonato, sem considerar as partidas com portões fechados:
| N.º | Público | Mandante            | Placar | Visitante           | Estádio      | Data            | Rodada   | Ref.   |
| --- | ------- | ------------------- | ------ | ------------------- | ------------ | --------------- | -------- | ------ |
| 1   | 0       | Pacajus             | 7–0    | Guarani de Juazeiro | João Ronaldo | 10 de março     | 6ª Quad. | [ 27 ] |
| 2   | 4       | Caucaia             | 2–0    | Barbalha            | João Ronaldo | 10 de março     | 6ª Quad. | [ 28 ] |
| 3   | 32      | Atlético Cearense   | 1–1    | Maracanã-CE         | João Ronaldo | 7 de fevereiro  | 5ª       | [ 29 ] |
| 4   | 34      | Barbalha            | 0–1    | Maracanã-CE         | Morenão      | 25 de janeiro   | 2ª       | [ 30 ] |
| 5   | 40      | Caucaia             | 5–0    | Guarani de Juazeiro | João Ronaldo | 1 de fevereiro  | 4ª       | [ 31 ] |
| 6   | 46      | Atlético Cearense   | 1–0    | Guarani de Juazeiro | João Ronaldo | 29 de janeiro   | 3ª       | [ 32 ] |
| 7   | 51      | Guarani de Juazeiro | 0–1    | Pacajus             | Inaldão      | 12 de fevereiro | 1ª Quad. | [ 33 ] |
| 7   | 51      | Caucaia             | 1–0    | Guarani de Juazeiro | Almir Dutra  | 16 de fevereiro | 2ª Quad. | [ 34 ] |
| 9   | 52      | Caucaia             | 2–0    | Pacajus             | Almir Dutra  | 7 de fevereiro  | 5ª       | [ 35 ] |
| 10  | 59      | Caucaia             | 0–0    | Pacajus             | Domingão     | 28 de fevereiro | 4ª Quad. | [ 36 ] |

Médias de público
Estas são as médias de público dos clubes no campeonato. Considera-se apenas os jogos da equipe como mandante e o público pagante:
| Pos. | Equipe              | Média  | Total   | Mandos | Maior  | Menor  |
| ---- | ------------------- | ------ | ------- | ------ | ------ | ------ |
| 1    | Ceará               | 22 003 | 110 014 | 5      | 56 425 | 3 396  |
| 2    | Fortaleza           | 20 345 | 101 727 | 5      | 32 698 | 11 573 |
| 3    | Ferroviário         | 3 273  | 16 364  | 5      | 9 409  | 638    |
| 4    | Iguatu              | 1 420  | 5 681   | 4      | 2 731  | 847    |
| 5    | Barbalha            | 1 035  | 5 175   | 5      | 4 601  | 34     |
| 6    | Guarani de Juazeiro | 871    | 4 353   | 5      | 3 899  | 51     |
| 7    | Maracanã-CE         | 709    | 2 126   | 3      | 1 000  | 156    |
| 8    | Pacajus             | 121    | 603     | 5      | 168    | 0      |
| 9    | Atlético Cearense   | 117    | 468     | 4      | 271    | 32     |
| 10   | Caucaia             | 61     | 305     | 5      | 151    | 4      |

## Técnicos
| Equipe              | Técnico                                     |
| ------------------- | ------------------------------------------- |
| Atlético Cearense   | Michel Lima (1ª—Quartas de Final)           |
| Barbalha            | Roni Araújo (1ª—4ª) Márcio Allan (5ª—6ª QR) |
| Caucaia             | Roberto Carlos (1ª—6ª QR)                   |
| Ceará               | Gustavo Morínigo (1ª—Final)                 |
| Ferroviário         | Paulinho Kobayashi (1ª—Semifinal)           |
| Fortaleza           | Juan Pablo Vojvoda (1ª—Final)               |
| Guarani de Juazeiro | Renato Neves (1ª—2ª) Ferreira (3ª—6ª QR)    |
| Iguatu              | Washington Luiz (1ª—Semifinal)              |
| Macaranã            | Júnior Cearense (1ª—Quartas de Final)       |
| Pacajus             | Cleiton Cearense (1ª—6ª QR)                 |